# دانيال هاو
دانيال هاو (بالإنجليزية: Daniel Howe)‏ هو لاعب كرة قدم أسترالية أسترالي، ولد في 4 ديسمبر 1995.

## وصلات خارجية
- دانيال هاو على موقع AustralianFootball.com (الإنجليزية)
- دانيال هاو على موقع AFLtables.com (الإنجليزية)